# 7. ročník předávání cen Amerického filmového institutu
7. ročník předávání cen Amerického filmového institutu ocenil nejlepších deset filmů a deset filmových programů.

## Nejlepší filmy
- Babel
- Borat: Nakoukání do amerycké kultůry na obědnávku slavnoj kazašskoj národu
- Ďábel nosí Pradu
- Dreamgirls
- Half Nelson
- Happy Feet
- Spojenec
- Dopisy z Iwo Jimy
- Malá Miss Sunshine
- Let číslo 93

## Nejlepší televizní programy
- 24 hodin
- Battlestar Galactica
- Dexter
- Královna Alžběta
- Světla páteční noci
- Hrdinové
- Kancl
- Městečko South Park
- Západní křídlo
- The Wire – Špína Baltimoru